# Avia Nova
L'Avia Nova (in russo: АВИАНОВА) era una compagnia aerea low-cost russa con base tecnica all'Aeroporto di Mosca-Šeremet'evo (precedentemente all'Aeroporto di Mosca-Vnukovo), nell'oblast' di Mosca in Russia.

## Storia
L'Avia Nova aveva base tecnica e hub all'aeroporto di Mosca-Šeremet'evo (spostato dal 28 marzo 2010 dall'Aeroporto di Mosca-Vnukovo) in Russia europea. L'attività dei voli low-cost della compagnia aerea era concentrata tra Mosca ed i principali aeroporti della Russia europea e la Siberia occidentale. La compagnia aerea intendeva aumentare la rete di destinazioni nazionali con l'ampliamento della flotta.
Il 9 dicembre 2009 si è riunito il Consiglio d'Amministrazione della compagnia aerea a Londra. È stato annunciato che l'Avia Nova ha trasportato 85 000 passeggeri nei primi tre mesi d'attività. Dal 22 dicembre 2009 al 27 gennaio 2010 sono stati cancellati 97 voli di linea della compagnia in seguito alla decisione di possibile spostamento dell'attività della compagnia aerea russa nel nuovo Terminal SVO-D dell'Aeroporto di Mosca-Šeremet'evo.
Il 14 gennaio 2009 Avia Nova ha trasportato 100.000 passeggeri dall'inizio dei voli di linea il 27 agosto 2009. Il 70% dei voli sono stati effettuati senza ritardi e più di 19.000 passeggeri sono stati trasportati dall'inizio del 2010.
Il 26 gennaio 2010 il Direttore generale della compagnia aerea ha dichiarato la decisione di trasferire i voli di linea del vettore low-cost russo dall'aeroporto moscovita di Vnukovo all'aeroporto di Šeremet'evo dal 28 marzo 2010. Inoltre, la compagnia aerea ha inaugurato i voli per gli aeroporti di Perm' e di Ufa col'arrivo nel 2010 di altri 2 Airbus A320.
Nel periodo gennaio - ottobre 2010 la compagnia aerea ha trasportato 1,1 milioni di passeggeri sui voli di linea domestici dagli hub di Mosca-Šeremet'evo e San Pietroburgo-Pulkovo servendo 20 destinazioni in Russia e piazzandosi al quinto posto sul mercato interno russo nel 2010.
La compagnia aerea Avia Nova ha annunciato che la sua strategia prevede un aumento delle frequenze sulle tratte domestiche già esistenti e anche l'apertura di voli di linea dagli hub di San Pietroburgo-Pulkovo e di Mosca-Šeremet'evo per Jaroslavl', Nižnij Novgorod e Saransk.
Nel 2010 la compagnia aerea Avia Nova ha trasportato 1,33 milioni di passeggeri sui voli di linea domestici in Russia..
La compagnia ha terminato tutte le operazioni il 9 ottobre 2011, dichiarando bancarotta; l'ultimo aereo atterrerà all'aeroporto di Mosca alle 22,15 dello stesso giorno..

## Strategia
La compagnia aerea Avia Nova era la compagnia aerea low-cost con la flotta basata solo sugli aerei europei della nuova generazione: Airbus A320.

## Composizione societaria
- Alfa Group – 51% delle azioni
- Texas Pacific/David Bolderman - 35% delle azioni
- Indigo Partners - 14% delle azioni[8]

## Flotta storica
- Airbus A320[9]

## Frequent Flyer Program
- NovaКлуб[10]

## Accordi commerciali
- Airbus
- Lufthansa Consulting
- Sabena Technics – la manutenzione degli aerei